# Мультисекция ряда
Мультисекцией ряда называется ряд, составленный из членов исходного ряда, индексы которых образуют арифметическую прогрессию. 
Для ряда:
{\displaystyle \sum _{n=-\infty }^{\infty }a_{n}\cdot x^{n}}
мультисекцией является всякий ряд вида:
{\displaystyle \sum _{m=-\infty }^{\infty }a_{sm+d}\cdot x^{sm+d},}
где s, d — целые числа, 0 ⩽ d < s.

## Мультисекция аналитических функций
Для мультисекции ряда аналитической функции
{\displaystyle F(x)=\sum _{n=-\infty }^{\infty }a_{n}\cdot x^{n}}
справедлива формула:
{\displaystyle \sum _{m=-\infty }^{\infty }a_{sm+d}\cdot x^{sm+d}={\frac {1}{s}}\cdot \sum _{k=0}^{s-1}w^{-kd}\cdot F(w^{k}\cdot x),}
где {\displaystyle w=e^{\frac {2\pi i}{s}}} — первообразный корень степени s из единицы.

### Пример
Мультисекцией бинома Ньютона
{\displaystyle (1+x)^{q}={q \choose 0}x^{0}+{q \choose 1}x+{q \choose 2}x^{2}+\dots }
при x = 1  является следующее тождество для суммы биномиальных коэффициентов с шагом s:
{\displaystyle {q \choose d}+{q \choose d+s}+{q \choose d+2s}+\dots ={\frac {1}{s}}\cdot \sum _{k=0}^{s-1}\left(2\cos {\frac {\pi k}{s}}\right)^{q}\cdot \cos {\frac {\pi (q-2d)k}{s}}.}